# Përparim Hetemaj
Përparim Hetemaj (Srbica, 12 de dezembro de 1986) é um futebolista finlandês que atualmente defende o HJK.

## Infância e juventude
Hetemaj nasceu em Skenderaj, Kosovo, Sérvia, Iugoslávia. No entanto ele e sua família se mudaram para a Finlândia em 1992, quando ele tinha cinco anos. Primeiramente eles ficaram em Oulu, mas por conta da asma de seu pai, Miftar, se mudaram para Helsinque.

## Carreira

### Início
Hetemaj começou nas categorias de base do HJK Helsinki, time pelo qual também atuou em sua carreira profissional por um ano até se transferir para o clube grego AEK Atenas por 450 mil euros. Em 27 de setembro de 2006, estreou pelo clube em uma partida que terminou em 1 a 1, válida pela Liga dos Campeões da UEFA, contra o Anderlecht. Depois de três temporadas defendendo o clube, tendo sido emprestado na temporada 2007–2008 para o Apollon Kalamarias, ele se sente insatisfeito e pede para ser transferido e em 31 de agosto de 2009, Hetemaj é vendido ao Twente, da Holanda.

### Brescia
Antes mesmo de ter disputado qualquer partida, no início de 2010, se transferiu do clube holandês para o Brescia, onde foi pouco utilizado durante a Série B. Ao fim da temporada o clube subiu para a Série A e ele assinou um contrato de três anos com a equipe. Hetemaj fez sua estreia na Série A em 12 de setembro de 2010, jogando um minuto na vitória por 3 a 2 contra o Palermo. Duas partidas depois, em 22 de setembro, diante da Roma marcou seu primeiro gol pelo Brescia, se tornando o primeiro finlandês a marcar um gol na Série A do campeonato italiano, o que também despertou o interesse da equipe adversária sobre ele. O jogador chegou ainda chegou a marcar um segundo gol defendendo a equipe biancoazzurri, em um jogo que sua equipe venceu por 3 a 1 o Bologna.

### Chievo
Em 30 de junho de 2011, o Chievo contratou Hetemaj e adquiriu parte dos direitos do jogador por um 1,2 milhões de euros. Fez sua estréia pela equipe em 11 de setembro de 2011, no empate em dois gols contra o Novara, dando uma assistência para o gol de Théréau, o segundo de sua equipe. Ao final da temporada e depois de 32 partidas pelo clube, em 18 de junho de 2012, a equipe gialloblu comprou o resto dos direitos do jogador, que ainda pertenciam ao Brescia.

## Seleção nacional

### Sub-21
Hetemaj fez sua estreia pela seleção sub-21 da Finlândia em 2005, em uma partida contra a Estônia. Em 2009, ele e seu irmão, Mehmet Hetemaj, foram convocados para defender a sua seleção nacional no Campeonato Europeu de Futebol da categoria, sua equipe foi eliminada na primeira fase e ele jogou todas as três partidas disputadas pela Finlândia.

### Principal
Em fevereiro de 2007, Hetemaj disputou uma partida-teste pela seleção B da Finlândia, porém após uma jogada entre ele e Kevin Thomson, se lesionou gravemente em seu tornozelo, o que o impediu de disputar qualquer partida pelo resto da temporada. Ele só estreou pela seleção principal de seu país em 4 de fevereiro de 2009, em um amistoso contra o Japão em que sua equipe foi derrotada por 5 a 1. Em 26 de maio de 2012, marcou seu primeiro gol pela seleção principal finlandesa na vitória por 3 a 2 diante da Turquia.

## Estatísticas

### Clubes
Atualizado até 15 de janeiro de 2014.
| Clube              | Temporada         | Campeonato nacional | Campeonato nacional | Copa nacional[a] | Copa nacional[a] | Competições continentais[b] | Competições continentais[b] | Total | Total |
| Clube              | Temporada         | Jogos               | Gols                | Jogos            | Gols             | Jogos                       | Gols                        | Jogos | Gols  |
| ------------------ | ----------------- | ------------------- | ------------------- | ---------------- | ---------------- | --------------------------- | --------------------------- | ----- | ----- |
| HJK Helsinki       | 2005              | 26                  | 1                   | 0                | 0                | 0                           | 0                           | 26    | 1     |
| HJK Helsinki       | 2006              | 7                   | 0                   | 0                | 0                | 0                           | 0                           | 7     | 0     |
| HJK Helsinki       | Total             | 33                  | 1                   | 0                | 0                | 0                           | 0                           | 33    | 1     |
| AEK Atenas         | 2006–2007         | 0                   | 0                   | 0                | 0                | 4                           | 0                           | 4     | 0     |
| AEK Atenas         | 2007–2008         | 0                   | 0                   | 0                | 0                | 0                           | 0                           | 0     | 0     |
| AEK Atenas         | Total             | 0                   | 0                   | 0                | 0                | 4                           | 0                           | 4     | 0     |
| Apollon Kalamarias | 2007–2008         | 8                   | 1                   | 0                | 0                | 0                           | 0                           | 8     | 1     |
| Apollon Kalamarias | Total             | 8                   | 1                   | 0                | 0                | 0                           | 0                           | 8     | 1     |
| AEK Atenas         | 2008–2009         | 9                   | 0                   | 0                | 0                | 1                           | 0                           | 10    | 0     |
| AEK Atenas         | Total             | 9                   | 0                   | 0                | 0                | 1                           | 0                           | 10    | 0     |
| Twente             | 2009–2010         | 0                   | 0                   | 0                | 0                | 0                           | 0                           | 0     | 0     |
| Twente             | Total             | 0                   | 0                   | 0                | 0                | 0                           | 0                           | 0     | 0     |
| Brescia            | 2009–2010         | 4                   | 0                   | 0                | 0                | 0                           | 0                           | 4     | 0     |
| Brescia            | 2010–2011         | 30                  | 2                   | 1                | 0                | 0                           | 0                           | 31    | 2     |
| Brescia            | Total             | 34                  | 2                   | 1                | 0                | 0                           | 0                           | 35    | 2     |
| Chievo             | 2011–2012         | 32                  | 0                   | 3                | 0                | 0                           | 0                           | 35    | 0     |
| Chievo             | 2012–2013         | 30                  | 0                   | 0                | 0                | 0                           | 0                           | 30    | 0     |
| Chievo             | 2013–2014         | 24                  | 0                   | 2                | 0                | 0                           | 0                           | 26    | 0     |
| Chievo             | Total             | 86                  | 0                   | 3                | 0                | 0                           | 0                           | 91    | 0     |
| Total na carreira  | Total na carreira | 170                 | 4                   | 4                | 0                | 5                           | 0                           | 181   | 4     |

- a. ^ Jogos da Copa Itália
- b. ^ Jogos da Liga Europa e Liga dos Campeões da Europa

### Seleção
Atualizado até 22 de março de 2013.
| Ano   |       |      |
| Ano   | Jogos | Gols |
| ----- | ----- | ---- |
| 2009  | 2     | 0    |
| 2010  | 0     | 0    |
| 2011  | 8     | 0    |
| 2012  | 8     | 3    |
| 2013  | 7     | 0    |
| 2014  | 9     | 1    |
| 2015  | 5     | 0    |
| Total | 39    | 4    |

## Títulos
HJK Helsinki
- Copa da Finlândia: 2006